# Lijst van Nationale Conventies van de Prohibition Party
Dit is een lijst van Nationale Conventies van de Prohibition Party, een Amerikaanse politieke partij.
| Jaar | Conventie | Plaats en Stad                                            | Presidentskandidaat                                               | Kandidaat Vicepresidentschap                                        |
| ---- | --------- | --------------------------------------------------------- | ----------------------------------------------------------------- | ------------------------------------------------------------------- |
| 1872 | 1         | Cornstock's Opera House, Columbus (Ohio)                  | James Black                                                       | John Russell                                                        |
| 1876 | 2         | Halle's Hall, Cleveland (Ohio)                            | Green Clay Smith                                                  | Gideon T. Stewart                                                   |
| 1880 | 3         | Halle's Hall, Cleveland (Ohio)                            | Neal Dow                                                          | Henry A. Thompson                                                   |
| 1884 | 4         | Lafayette Hall, Pittsburgh                                | John P. St. John                                                  | William Daniel                                                      |
| 1888 | 5         | Tomlinson Hall, Indianapolis (Indiana)                    | Clinton B. Fisk                                                   | John A. Brooks                                                      |
| 1892 | 6         | Music Hall, Cincinnati (Iowa)                             | John Bidwell                                                      | James B. Cranfill                                                   |
| 1896 | 7         | Exposition Hall, Pittsburgh (Pennsylvania)                | Joshua Levering                                                   | Hale Johnson                                                        |
| 1896 | [7]       | Pittsburgh                                                | Charles E. Bentley                                                | James H. Southgate                                                  |
| 1900 | 8         | First Regiment Armory, Chicago                            | John G. Woolley                                                   | Henry B. Metcalf                                                    |
| 1900 | [8]       | Carnegie Lyceum, New York                                 | Donelson Caffery (zag van zijn kandidatuur af); Edward M. Emerson | Archibald M. Howe                                                   |
| 1904 | 9         | Tomlinson Hall, Indianapolis (Indiana)                    | Silas C. Swallow                                                  | George W. Carroll                                                   |
| 1908 | 10        | Memorial Hall, Columbus (Ohio)                            | Eugene W. Chaffin                                                 | Aaron S. Watkins                                                    |
| 1912 | 11        | Op een grote tijdelijke pier, Atlantic City (New Jersey)  | Eugene W. Chaffin                                                 | Aaron S. Watkins                                                    |
| 1916 | 12        | Saint Paul (Minnesota)                                    | J. Frank Hanly                                                    | Ira Landrith                                                        |
| 1920 | 13        | Lincoln (Nebraska)                                        | Aaron S. Watkins                                                  | D. Leigh Colvin                                                     |
| 1924 | 14        | Memorial Hall, Columbus (Ohio)                            | Herman P. Faris                                                   | Marie C. Brehm                                                      |
| 1928 | 15        | Hotel LaSalle, Chicago (Illinois)                         | William F. Varney                                                 | James A. Edgerton                                                   |
| 1928 | [15]      | California ticket                                         | Herbert Hoover (R)                                                | Charles Curtis (R)                                                  |
| 1932 | 16        | Candle Tabernacle, Indianapolis (Indiana)                 | William D. Upshaw                                                 | Frank S. Regan                                                      |
| 1936 | 17        | State Armory Building, Niagara Falls (New York)           | D. Leigh Colvin                                                   | Alvin York (zag van zijn kandidatuur af); Claude A. Watson          |
| 1940 | 18        | Chicago (Illinois)                                        | Roger W. Babson                                                   | Edgar V. Moorman                                                    |
| 1943 | 19        | Indianapolis (Indiana)                                    | Claude A. Watson                                                  | Floyd C. Carrier (zag van zijn kandidatuur af); Andrew Johnson      |
| 1947 | 20        | Winona Lake                                               | Claude A. Watson                                                  | Dale H. Learn                                                       |
| 1951 | 21        | Indianapolis (Indiana)                                    | Stuart Hamblen                                                    | Enoch A. Holtwick                                                   |
| 1955 | 22        | Camp Mack, Milford (Indiana)                              | Enoch A. Holtwick                                                 | Herbert C. Holdridge (zag van zijn kandidatuur af); Edwin M. Cooper |
| 1959 | 23        | Westminster Hotel, Winona Lake                            | Rutherford Decker                                                 | E. Harold Munn                                                      |
| 1963 | 24        | Pick Congress Hotel, Chicago                              | E. Harold Munn                                                    | Mark R. Shaw                                                        |
| 1968 | 25        | YWCA, Detroit (Michigan)                                  | E. Harold Munn                                                    | Rolland E. Fisher                                                   |
| 1971 | 26        | Nazarene Church Building, Wichita (Kansas)                | E. Harold Munn                                                    | Marshall E. Uncapher                                                |
| 1975 | 27        | Beth Eden Baptist Church Building, Wheat Ridge (Colorado) | Benjamin C. Bubar                                                 | Earl F. Dodge                                                       |
| 1979 | 28        | Motel Birmingham, Birmingham (Michigan)                   | Benjamin C. Bubar                                                 | Earl F. Dodge                                                       |
| 1983 | 29        | Mandan (North Dakota)                                     | Earl F. Dodge                                                     | Warren C. Martin                                                    |
| 1987 | 30        | Heritage House, Springfield (Illinois)                    | Earl F. Dodge                                                     | George Ormsby                                                       |
| 1991 | 31        | Minneapolis (Minnesota)                                   | Earl F. Dodge                                                     | George Ormsby                                                       |
| 1995 | 32        | Denver                                                    | Earl F. Dodge                                                     | Rachel Bubar Kelly                                                  |
| 1999 | 33        | Bird-in-Hand (Pennsylvania)                               | Earl F. Dodge                                                     | W. Dean Watkins                                                     |
| 2004 | 34        | Fairfield Glade (Tennessee)                               | Gene Amondson                                                     | Leroy Pletten                                                       |
| 2004 | [34]      | Lakewood (Colorado)                                       | Earl F. Dodge                                                     | Howard Lydick                                                       |
| 2007 | 35        | Adams Mark Hotel, Indianapolis (Indiana)                  | Gene Amondson                                                     | Leroy Pletten                                                       |

## Verwijzingen
1. ↑  Eerste vrouwelijke kandidaat voor het vicepresidentschap van de Verenigde Staten
2. ↑  De Californische afdeling van de Prohibition Party steunde tegen de landelijke partijlijn in de kandidatuur van de republikeinse kandidaat Herbert Hoover
3. ↑  Tweede vrouwelijk vicepresidentskandidaat namens de Prohibition Party
4. ↑  Werd reeds in 2003 genomineerd voor de partijafdeling in Colorado